# Nemesio Manuel Sobrevila
Nemesio Manuel Sobrevila Saracho (Bilbao, 1889 - Sant Sebastià, 1969) va ser un director de cinema espanyol, representant del cinema d'avantguarda de preguerra.

## Biografia
Va estudiar arquitectura en Barcelona i París, i els seus coneixements de l'espai els va utilitzar en la seva obra fílmica: El sexto sentido (1929) i Lo más español o Al Hollywood madrileño (1928). Per part seva, la sàtira sobre un miraculós metge donostiarra, Las maravillosas cura del doctor Asuero, va ser prohibida abans de la seva estrena pel govern de Primo de Rivera.
El 1935 va començar a rodar La hija de Juan Simón, produïda per Luis Buñuel, però les seves diferències van frustrar el projecte. Ja en l'exili va produir el documental Guernika, sobre la Guerra Civil espanyola, que li va valer la seva condemna a mort pel règim franquista i la subsegüent expulsió del territori francès.

## Filmografia
- Elai Alai (1938)
- Gernika (1937)
- La hija de Juan Simón (1935)
- San Ignacio de Loyola (1929)
- El sexto sentido (1929)
- Las maravillosas curas del Doctor Asuero (1929)
- Al Hollywood madrileño (1927)